# Фельдин, Турбьёрн
Нильс У́лоф Ту́рбьёрн Фельди́н (швед. Nils Olof Thorbjörn Fälldin; 24 апреля 1926, Вестбю, коммуна Хернёсанд, Вестерноррланд — 23 июля 2016, Рамвик, Вестерноррланд) — шведский государственный деятель, премьер-министр в трёх правительствах в период с 1976 по 1982 год; с 1971 по 1985 год возглавлял Партию Центра. В 1976 году, заняв пост премьер-министра, стал первым за сорок лет не-социал-демократом на этом посту.

## Биография
Вырос в семье фермера в Онгерманланде, в северной Швеции. О своём детстве вспоминал так: «Денег было совсем мало, но у нас никогда не было недостатка в еде». В школу не ходил, учился на дому, закончил её экстерном. В 1956 году он и его жена приобрели небольшую ферму. Однако сельскохозяйственные власти не одобрили покупку из-за того, что ферма была слишком маленькой и запущенной, и отказали семье в обычных фермерских субсидиях. Это его глубоко возмутило и он занялся политической деятельностью.
Сначала он вступил в аграрную партию Bondeförbundet, которая в 1958 году была преобразована в Партию Центра.
В 1959—1968 годах — член шведской ассоциации овцеводов, а с 1968 по 1969 год — её председатель. Сохранял свою ферму в течение всей своей политической карьеры и, уйдя в отставку, вернулся туда.

## Политическая карьера
Начал политическую карьеру на национальном уровне в 1958 году, будучи избранным в риксдаг от Партии Центра (в 1964—1967 годах депутатом не был). В 1969 году стал первым заместителем председателя партии, а в 1971 году возглавил её, сменив на этом посту Гуннара Хедлунда.
В 1971—1976 годах глава банка Svenska Handelsbanken AB.
В 1973 году внёс предложение о слиянии с либеральной Народной партией, но не смог набрать достаточное количество голосов членов своей партии.
Выборы 1976 года стали сенсацией: социал-демократы впервые за 40 лет потеряли большинство в парламенте. Не-социалистические партии (Партия Центра, Народная партия и Умеренная коалиционная партия) сформировали коалиционное правительство. Фельдин был выбран премьер-министром как глава наибольшей фракции в риксдаге. Два года спустя коалиция распалась из-за разногласий по вопросу атомной энергетики (Партия Центра выступила с решительным осуждением проекта её развития), что привело к отставке Фельдина и формированию либералами нового правительства.
После выборов 1979 года вновь стал премьер-министром и вновь сформировал коалиционное правительство из центристов, либералов и умеренных. Этот кабинет также просуществовал около двух лет, прежде чем умеренные покинули коалицию из-за разногласий по поводу налоговой политики. Стал первым шведским премьер-министром, посетившим КНР в апреле 1981 года. Возглавлял правительство до выборов 1982 года, когда социал-демократы вернули себе большинство в парламенте.
Был вовлечен в так называемое «Дело о борделе», вызванное сведениями о посещении ведущими политиками публичного дома, предположительно с несовершеннолетними проститутками.
Также запомнился жёсткой позицией во время инцидента с советской подводной лодкой С-363 (1961), когда на вопрос главнокомандующего дал жёсткий ответ: «Держите границу».
После поражения на выборах 1985 года оставил политику и вернулся жить на ферму, хотя оставался председателем правления банка Föreningsbanken.

## Наследие
За 27 лет политической карьеры заслужил уважение и признание во всех политических лагерях страны своей прямолинейностью, скромностью и готовностью выслушать все мнения.
Отказывался подчинить свою жизнь требованиям безопасности. Все годы на посту премьера жил в небольшой квартире в центре Стокгольма, а его семья на ферме на севере Швеции. Он сам готовил себе по утрам завтрак, выносил мусор и шёл пешком к себе в офис, расположенный в 15 минутах ходьбы от дома. По пути его сопровождала полицейская машина без опознавательных знаков — единственная уступка требованиям безопасности, которую он сделал.